# Annapolis Royal
Annapolis Royal is een plaats (town) in de Canadese provincie Nova Scotia en telt 530 inwoners in 2021. De oppervlakte bedraagt 2,04 km².
Deze plaats was tussen 1604 en 1713 onder de naam Port Royal de hoofdstad van Acadië, een provincie die onderdeel was van de Franse kolonie Nieuw-Frankrijk.

## Fort Anne
Bij de plaats ligt Fort Anne. Het eerste fort op deze plaats was het Schotse Fort Charles en deze versterking werd in 1629 aangelegd om de plaats en haven van Annapolis Royal te beschermen. Al snel daarna kwam de regio in Franse handen en Charles de Menou d'Aulnay paste het fort aan en het ging verder onder de naam Port Royal. In 1702 werd het weer aangepast naar de inzichten van vestingbouwer Vauban en dit plan is behouden. Tijdens de Oorlog van koningin Anna (1702–1713) viel het fort in Britse handen en het werd vervolgens vernoemd naar koningin Anne. Fort Anne telt vier bastions gebouwd  Het fort sloeg alle Franse aanvallen af bij het begin van de Oorlog van koning George (1744–1748). In totaal is het fort 13 keer aangevallen waarbij het zeven keer in andere handen is gevallen. Er staan nog twee oude gebouwen, een kruitmagazijn uit 1708 en een officiersverblijf uit 1797. In dit laatste gebouw zit een museum met tentoonstellingen over de geschiedenis van het fort en historische voorwerpen uit de omgeving.

## Waterkrachtcentrale
Tussen Annapolis Royal en Granville Ferry ligt een dam met de Waterkrachtcentrale Annapolis Royal. Het is de enige getijdencentrale van Noord-Amerika en een van de drie in de wereld. De centrale maakt gebruik van het zeven meter grote verschil tussen eb en vloed in de Fundybaai. In 2019 is de centrale buiten gebruik gesteld vanwege hoge vissterfte, veel vissen overleefden een tocht langs de bladen van de turbine niet. De centrale had een piekcapaciteit van 20 megawatt (MW) en leverde dagelijks zo'n 80-100 MWh aan elektriciteit. De eigenaar is Nova Scotia Power.

## Fotogalerij

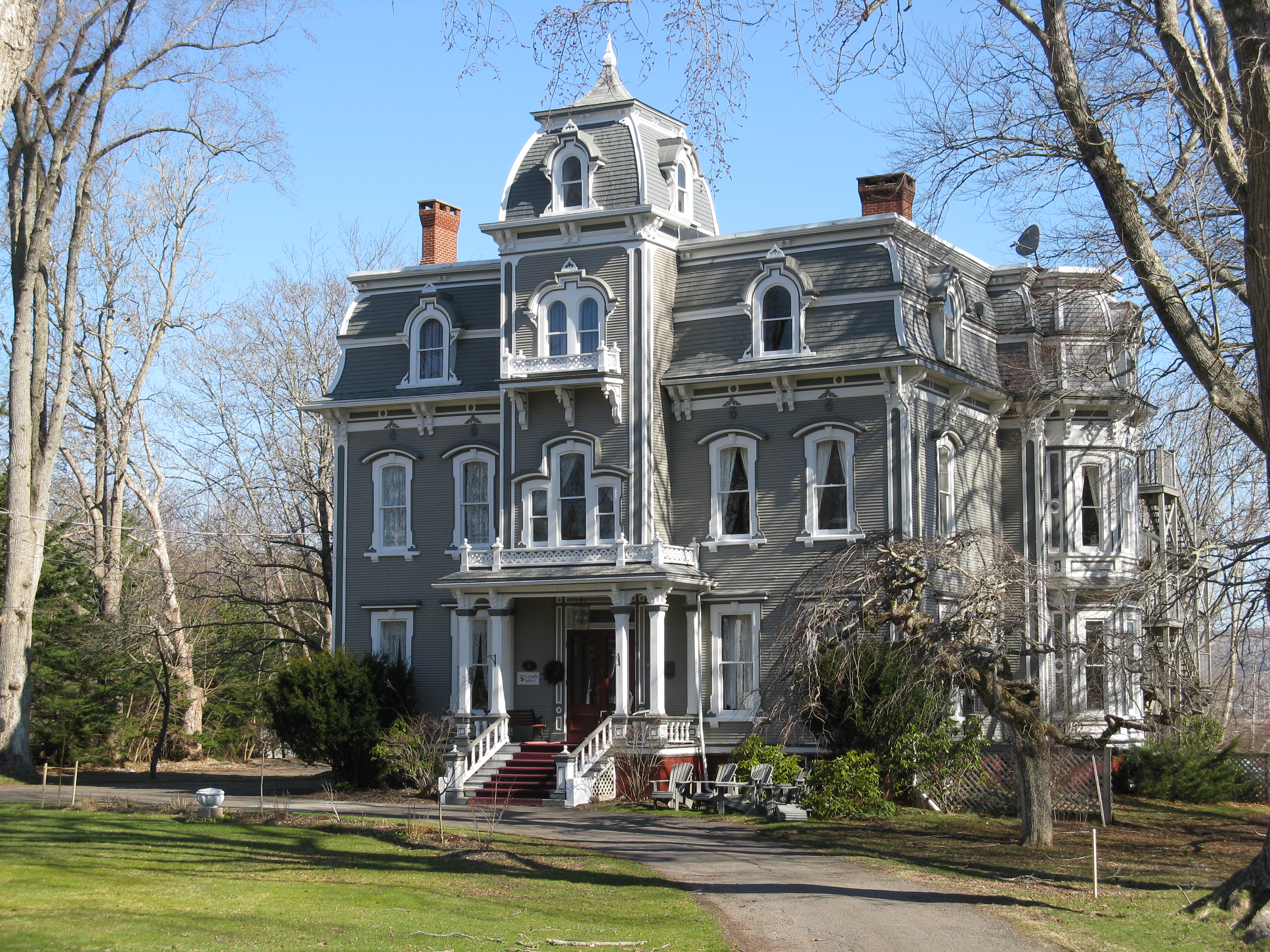
Gasthuis
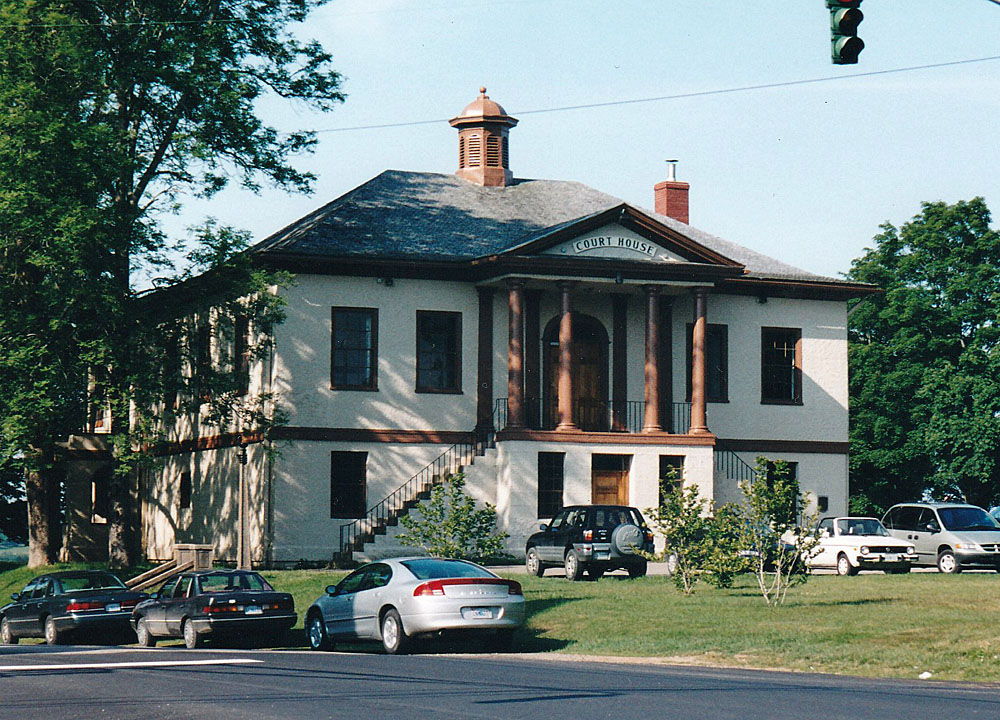
Rechthuis
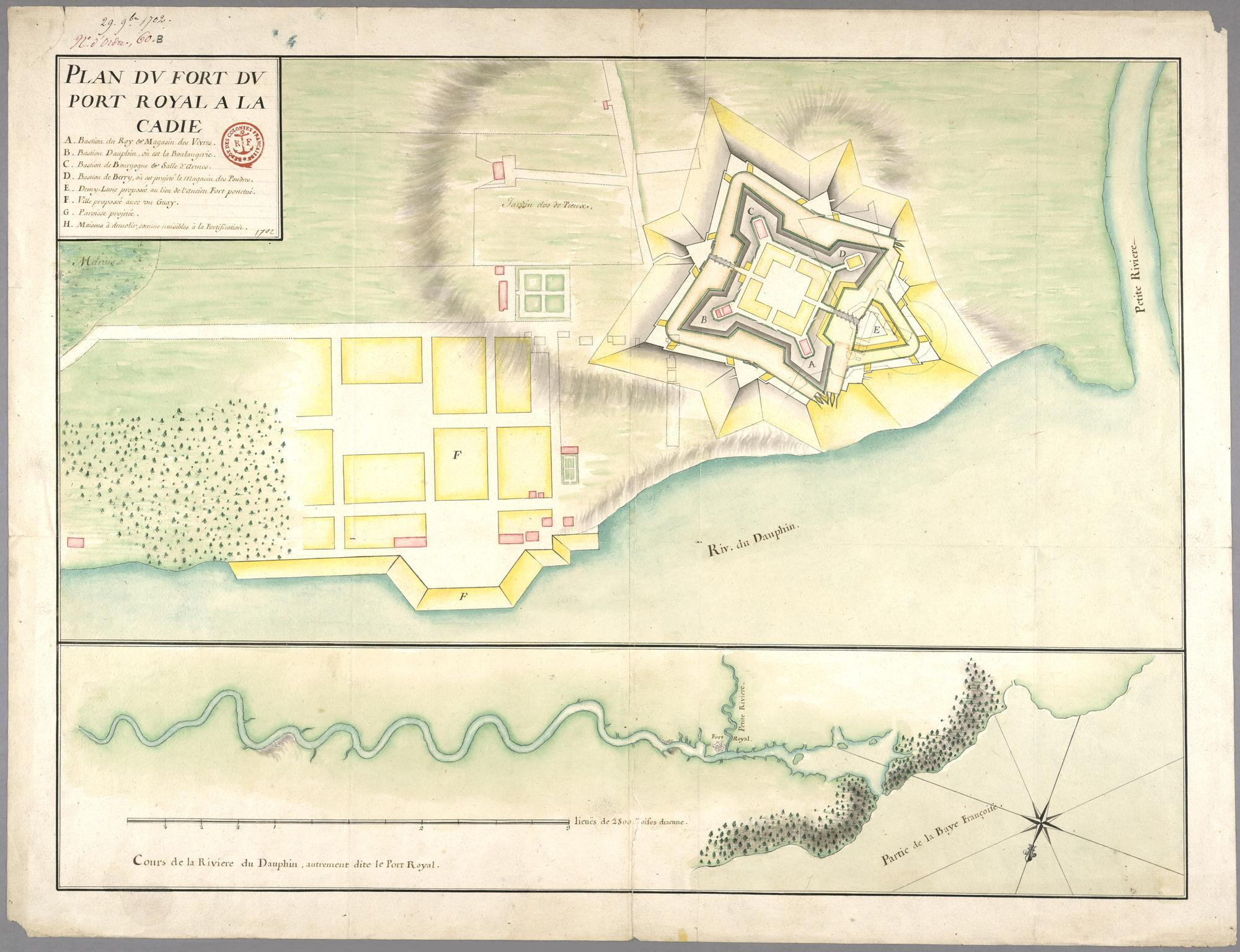
Oude kaart met locatie Annapolis Royal en fort
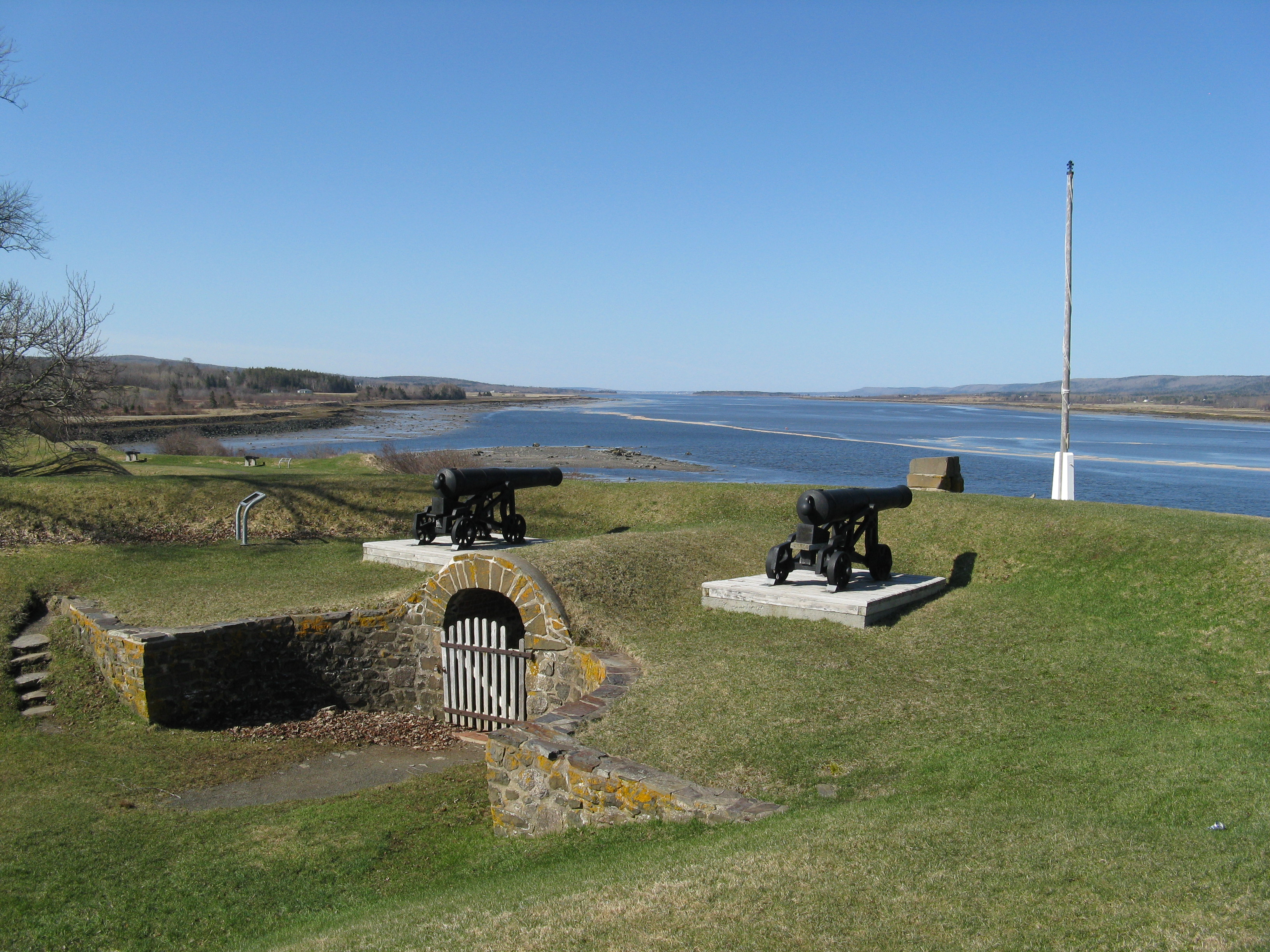
Zicht vanaf een bastion
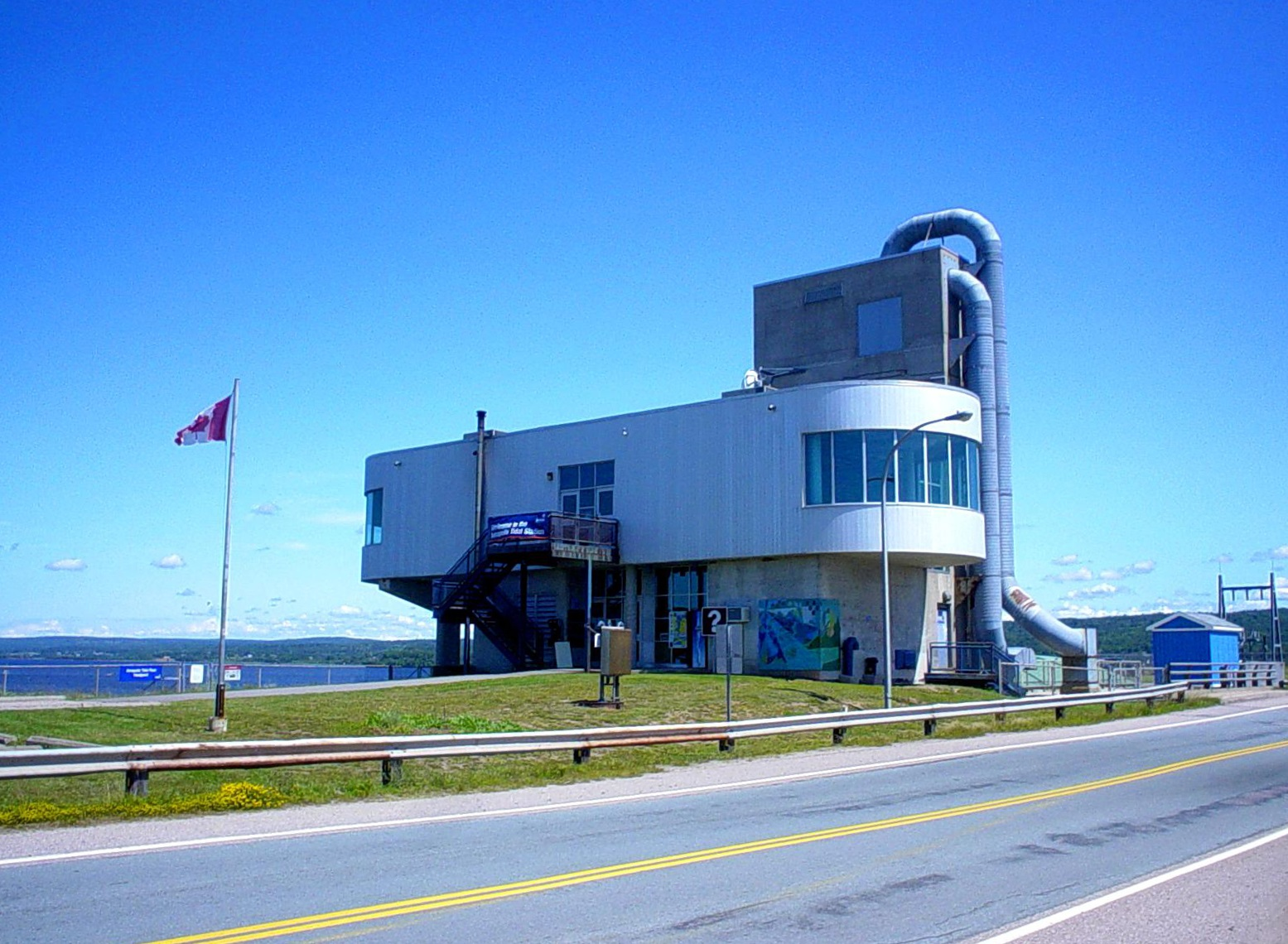
Gebouw van de waterkrachtcentrale